# Novigradska biskupija
Novigradska biskupija bila je biskupija koja se nalazila u Novigradu, a danas je naslovna biskupija.
Biskupiju je osnovao biskup Ivan u VI. stoljeću, koji je bio biskup Emone (tj. Ljubljane), bježeći pred naletom Avara. Biskupija je obuhvaćala područje južno od rijeke Dragonje do rijeke Mirne te je bila podređena Akvilejskom patrijarhatu, a od 1751. goričkoj nadbiskupiji. Ubrzo je dobila upravu i nad Umagom i Materadom, ali ju je 1831. ukinuo papa Lav XIII., a područje je potpalo pod upravu tršćansko-kotorskoj biskupiji. 1969. ponovno se uspostavlja kao naslovna biskupija, a trenutni je naslovni biskup José Avelino Bettencourt, apostolski nuncij u Gruziji i Armeniji.

## Povijest
Prema pismu pape Hadrijana I. upućenom Karlu Velikom iz 778. godine stanovnici Novigrada su oslijepili novigradskog biskupa Mauricija pod optužbom kako potkopava bizantsku vlast u Istri u korist Franaka.

## Popis naslovnih biskupa
- Ugo Poletti (3. srpnja 1969. – 5. ožujka 1973.)
- Maximino Romero de Lema (21. ožujka 1973. – 29. listopada 1996.)
- Leonardo Sandri (22. srpnja 1997. – 24. studenog 2007.)
- Beniamino Pizziol (5. siječnja 2008. – 16. travnja 2011.)
- Lorenzo Leuzzi (31. siječnja 2012. – 23. studenog 2017.)
- José Avelino Bettencourt (26. veljače 2018. – danas)